# 8587 Ruficollis
A 8587 Ruficollis (ideiglenes jelöléssel 3078 P-L) a Naprendszer kisbolygóövében található aszteroida. Cornelis Johannes van Houten, Ingrid van Houten-Groeneveld és Tom Gehrels fedezte fel 1960. szeptember 25-én.